# Psići u ophodnji: Film (2021.)
Psići u ophodnji: Film (engl. PAW Patrol: The Movie) je računalno animirana avanturistička komedija iz 2021. godine koju su proizveli Paramount Animation i Nickelodeon Movies.

## Glasove posudili
| Ime                     | Engleska inačica  | Hrvatska inačica         |
| ----------------------- | ----------------- | ------------------------ |
| Ryder                   | Will Brisbin      | Vesna Ravenšćak          |
| Liberty                 | Marsai Martin     | Ana Stunić               |
| Chase                   | Iain Armitage     | Kristina Krepela         |
| Skye                    | Lilly Bartlam     | Kristina Habuš           |
| Rubble                  | Keegan Hedley     | Tana Mažuranić           |
| Kendra Wilson           | Yara Shahidi      | Mia Biondić              |
| Zuma                    | Shayle Simons     | Iva Lehunšek Panić       |
| Marshall                | Kingsley Marshall | Jadranka Krištof         |
| Rocky                   | Callum Shoniker   | Ana Maria Štefanac       |
| Gradonačelnik Humdinger | Ron Pardo         | Gregor Klarić            |
| Ruben                   | Dax Shepard       | Frano Ridjan             |
| Butch                   | Randall Park      | Krešimir Mikić           |
| Marty Muckraker         | Jimmy Kimmel      | Igor Mešin               |
| Gus                     | Tyler Perry       | Petar Ćiritović          |
| Carmen                  | Monique Alvarez   | Ivana Nanut              |
| Delores                 | Kim Kardashian    | Martina Kapitan Bregović |

Ostali glasovi:
- Lovro Ivanković
- Karmen Sunčana Lovrić
- Mario Valentić
- Daniel Bilić
- Boris Barberić
- Martina Kapitan Bregović
- Jasna Nanut
- Anica Ivčić
- Leo Anđelković

- Sinkronizacija: Duplicato Media d.o.o.
- Redateljica dijaloga: Jasna Nanut
- Prijevod i adaptacija: Marijan Hlupić
- Redateljica vokalnih izvedbi: Martina Kapitan Bregović